# EUMETNET

EUMETNET är en samarbetsorganisation bestående av europeiska meteorologiska institut. Organisationen grundades 1995 som ett informellt nätverk och blev därefter un groupement d'intérêt économique (GIE) under 2009. Eumetnet har sitt huvudkontor i Bryssel.
I början av 2014 Eumetnet hade 31 medlemmar.